# Cratere Dollfus
Dollfus  è un cratere sulla superficie di Marte.